# Мексиканский нитерылый скат
Мексиканский нитерылый скат (лат. Anacanthobatis folirostris) — вид хрящевых рыб рода нитерылых скатов одноимённого семейства отряда скатообразных. Обитают в центрально-западной части Атлантического океана. Встречаются на глубине до 512 м. Их крупные, уплощённые грудные плавники образуют диск с выступающим рылом, который оканчивается нитевидным выростом. Максимальная зарегистрированная ширина диска 40 см. 

## Таксономия
Впервые вид был научно описан в 1983 году как Springeria  folirostris. Видовой эпитет происходит от слов лат. folium. — «лист» и лат. rostrum — «клюв».

## Ареал
Эти глубоководные скаты обитают в северной части Мексиканского залива у побережья США (Флорида, Луизиана, Миссисипи, Техас). Встречаются на глубине от 300 до 512 м. 

## Описание
Максимальная зарегистрированная ширина диска 40 см.   Широкие и плоские грудные плавники этих скатов образуют округлый диск. Выступающее рыло переходит в листовидный вырост. Кожа лишена чешуи. Спинные плавники отсутствуют. На вентральной стороне диска расположены 5 жаберных щелей, ноздри и рот. Тонкий хвост короче диска. Брюшные плавники имеют форму «ножек». Дорсальная поверхность диска окрашена в серый цвет, вентральная — бледно-серого цвета, края диска тёмно-серые, рыло имеет чёрную нерегулярную окантовку, основание хвоста сажистого цвета.  

## Биология
На мексиканских нитерылых скатах паразитируют моногенеи Calicotyle kroyeri.